# Holzkirchlein Langenzersdorf

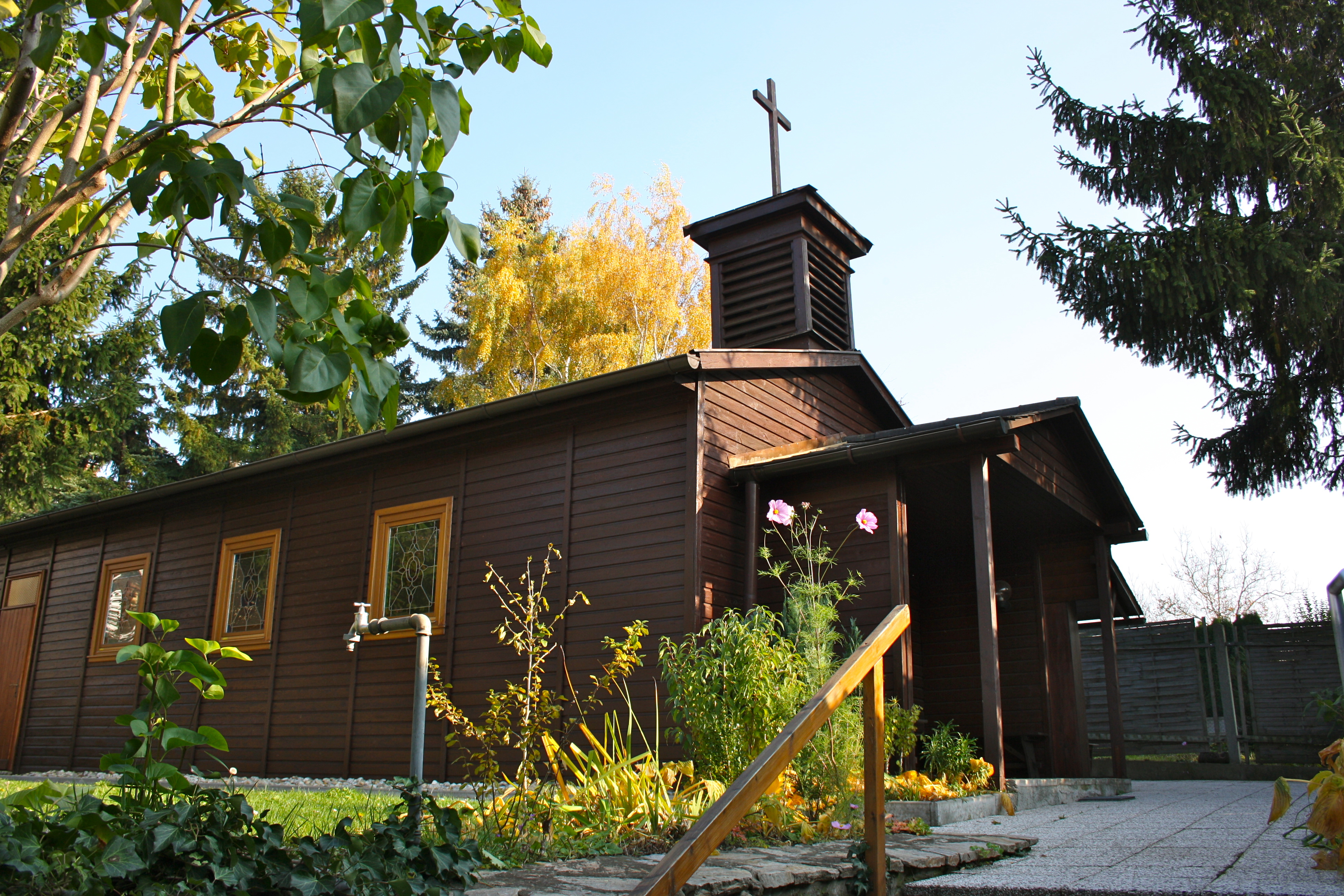
Holzkirchlein Langenzersdorf

Das Holzkirchlein Langenzersdorf ist die evangelische Gemeindekirche von Langenzersdorf im Bezirk Korneuburg in Niederösterreich.

## Geschichte
Der Bau des sogenannten Holzkirchleins ergab sich aus der Notlage nach dem Zweiten Weltkrieg, als sich durch die Flüchtlingsbewegung die Zahl der evangelischen Glaubensangehörigen in der Region vergrößerte und nach Kriegszerstörung die für Langenzersdorf zuständige evangelische Dreieinigkeitskirche in Korneuburg durch eine Baracken- oder Notkirche ersetzt worden war, bevor hier 1963 ein Kirchenneubau entstand. 1952 konnte das  zum Bau nötige Grundstück erworben, am 9. Oktober 1953, finanziert durch das Hilfswerk der Evangelischen Kirchen der Schweiz, die Notkirche aufgestellt und am 1. November 1953 eingeweiht werden. Das in Riegelbauweise mit flach geneigtem Satteldach errichtete und verschalte Bauwerk ist, zur Andeutung seiner sakralen Funktion mit einem Eingangsvorbau und einem quadratischen Dachreiter mit bekrönendem Kreuz ausgestattet. 1995 erfolgte eine durchgreifende Renovierung und 2005 die Erweiterung um einen Gemeindesaal.